# Gabriel Ajvazovskij
Gabriel Konstantinovič Ajvazovskij, nato Aleksander Konstantinovič Aïvazian (in russo Гаврии́л Константи́нович Айвазо́вский?; in armeno:  Գաբրիել Այվազյան; Feodosia, 22 maggio 1812 – Tbilisi, 20 aprile 1871) è stato uno storico, filologo e arcivescovo cristiano orientale armeno.
Noto erudito e poliglotta, Gabriel Ajvazovskij si formò presso il monastero veneziano di San Lazzaro ma nel 1856 lasciò la Chiesa cattolica per quella apostolica armena, di cui divenne arcivescovo nel 1871.

## Biografia
Gabriel Ajvazovskij nacque a Feodosia il 22 maggio del 1812 in una famiglia di mercanti armeni trasferitisi nell'Impero russo. Suo fratello minore era il pittore romantico Ivan Konstantinovič Ajvazovskij. Dopo i primi studi nella città natale, nel 1826 si trasferì a Venezia per studiare nel monastero mechitarista di San Lazzaro degli Armeni, dove prese i voti all'età di diciotto anni e adottò il nome di Gabriel. Rimase sull'isola per diversi anni: nel 1830 divenne Segretario Generale della Congregazione e nel 1834 fu promosso al rango di vartabed. Tra il 1842 e il 1848 insegnò al Collegio Murat-Raphael di Venezia.
Ajvazovskij si distinse per la sua grande cultura non solo teologica e filosofica, ma anche linguistica. Tra le numerose lingue in cui parlava o scriveva fluentemente si ricordano l'armeno, l'armeno classico, il russo, l'italiano, il greco antico, il latino, il francese, il tedesco, l'ebraico, l'arabo e il persiano. Nel 1836 pubblicò Una breve storia della Russia in lingua armena, seguita nel 1841 da Storia dell'Impero ottomano. Due anni più tardi fondò la rivista accademica Pazmaveb (Բազմավէպ), di cui fu direttore fino al 1848.
Nel 1948, su suggerimento dell'autorità pontificie, Ajvazovskij si trasferì a Parigi e fu nominato direttore del collegio armeno Samuel Moorat e insegnante di storia e lingua armena. Le crescenti tensioni con l'ordine mechitarista lo spinsero nel 1856 a lasciare l'ordine e unirsi alla Chiesa apostolica armena. L'anno prima aveva fondato la rivista Maciats Aghavni (Մասեաց աղաւնի). Successivamente tornò nell'Impero russo e fu nominato vescovo della diocesi armena di Bessarabia e Nakhitchevan-sur-le-Don. Nel 1872 fu inviato presso la Santa Sede di Echmiadzin, dove fu promosso ad arcivescovo e preside del seminario teologico della città.